# Petrijevci
Petrijevci su općina u Hrvatskoj. Nalazi se u Osječko-baranjskoj županiji.

## Zemljopis
Općinu Petrijevci čine dva mjesta: Petrijevci i Satnica.
Područje Općine Petrijevci nalazi se u sjevernom dijelu Osječko-baranjske županije, na geoprometnom položaju koji karakterizira važan cestovni pravac koji od Osijeka vodi prema zapadu prema Virovitici, kao i položaj Općine Petrijevci na rijeci Dravi.
Općina Petrijevci zauzima 1,3 % površine Osječko-baranjske županije.
Površina Općine Petrijevci iznosi 55,6 km2. Od toga Petrijevci zauzimaju 28 km2, a Satnica 27,6 km2. Gustoća naseljenosti je 55,1 stanovnik na km2.

## Stanovništvo
Prema popisu iz 2001. godine na području Općine Petrijevci obitava 3068 stanovnika u 1028 domaćinstava.
Naselje Petrijevci ima 2439 stanovnika, a Satnica 629 stanovnika.
| broj stanovnika | 2680  | 3056  | 2747  | 2830  | 3128  | 3355  | 3241  | 3299  | 3168  | 3106  | 3321  | 3160  | 3019  | 2972  | 3068  | 2870  | 2485  |
|                 | 1857. | 1869. | 1880. | 1890. | 1900. | 1910. | 1921. | 1931. | 1948. | 1953. | 1961. | 1971. | 1981. | 1991. | 2001. | 2011. | 2021. |

| broj stanovnika | 2090  | 2383  | 2076  | 2134  | 2342  | 2471  | 2352  | 2434  | 2377  | 2294  | 2559  | 2451  | 2317  | 2327  | 2439  | 2299  | 1948  |
|                 | 1857. | 1869. | 1880. | 1890. | 1900. | 1910. | 1921. | 1931. | 1948. | 1953. | 1961. | 1971. | 1981. | 1991. | 2001. | 2011. | 2021. |

## Uprava
- Načelnik općine: Ivo Zelić
- Općinsko vijeće: Josip Koški, predsjednik[4]

## Povijest

### Ime i značenje mjesta
Prije dva tisućljeća, u doba Rimljana, krajevi oko Osijeka, tada grada Murse, bili su dobro naseljeni i obrađeni. Na mjestu današnjih Petrijevaca bila je rimska naseobina Mursola ("Mala Mursa"). Danas se taj brežuljak zove Kraljevo brdo i na njemu je petrijevačko groblje. 
Od propasti Rimskog Carstva (6./7. stoljeće) pa do 15. stoljeća nema povijesnih tragova Petrijevaca. Koncem 16. stoljeća javlja se na tom području mjesto Karaševo, koje po imenu očito ima vezu s tamošnjom rječicom Karašicom, a pokraj sela i danas postoji polje koje se zove Karaševo.
Karaševo je u srednjem vijeku bilo sjedište redovnika ivanovaca. U doba turske vladavine (1526. – 1687.) Karaševo je raseljeno, ivanovci protjerani i nestali. Dio žitelja Karaševa prebjegao je na područje tadašnjih Petrijevaca. Žitelji Petrijevaca, naime, bili su tada najvećim dijelom preko Karašice, na Sigetu (mađarski "na otoku"), okruženi vodama, a tek oko 1705. prešli su Karašicu i naselili se uz ili u Karaševo, jer je to područje bilo zaštićenije od tada čestih poplava. 
U tom preseljenju spajaju se dvije skupine žitelja i dva mjesta Karaševo i Petrijevci. Povijesno je, dakako, vrlo teško utvrditi, kada se mjesto prestalo nazivati Karaševo, a počelo zvati – Petrijevci. U starim povijesnim dokumentima se ime Petrijevci pojavljuje u nekoliko oblika: Petroc, Petrovac, Petrovci, Petrijevci. Ime Petrijevci očito ima i vezu s patronom župe, svetim Petrom, apostolom.
U početnim godinama nakon protjerivanja Turaka bosanski biskup Toma Mrnjavić, koji je obilazio ove krajeve, spominje u Karaševu župnika Nikolu, svjetovnog svećenika, što je za tadašnje doba rijetkost, jer su u to vrijeme pastorizaciju vodili većinom redovnici, franjevci. Župa u Petrijevcima spominje se 1723. godine. Nakon konačnog protjerivanja Turaka (1687.) u Petrijevcima je godine 1723. ponovno i pravno osnovana župa, a župom upravljaju franjevci Provincije Bosne Srebrene. 
Činjenica da su Petrijevci "stara" župa govori da od davnine pripadaju među značajnija mjesta. Nisu malobrojno naselje, već važno središte. Zato stari dokumenti za Petrijevce rabe latinski izraz "oppidum", a to znači gradić.

### Posljedice triju ratova
Prvi svjetski rat. O atmosferi uoči, u vrijeme i nakon Prvog svjetskog rata Emerik Gašić, pišući u biskupijskom Glasniku o Petrijevcima, kratko konstatira: "Došle su teške ratne godine, koje su uništile mnogo tekovina. Jer su mnogi članovi otišli u rat prestala je djelovati katolička čitaonica, s istog je razloga prestao i petrijevački ceh, kojega je povelja datirna od cara Ferdinanda g. 1819." 
Gašić nadalje zapisuje: "Za vrijeme rata skinuta su sva četiri zvona sa zvonika i cijevi od orgulja, koje su otad postale neuporabive, došao je i prevrat (1918.) s grdnom pljačkom vlastelinstva i razorom Jelengrada, na pr. u Lipovcu je bilo u to doba 300 jelena i 200 košuta, što je sve uništeno… Nastupile su teške poratne prilike. Najprije komunističke agitacije, zatim starokatoličke u Petrijevcima i Satnici. U samoj su Satnici "Žuti" (tako su popularno zvali starokatolike, op. m.) 52 kuće zaveli. No na sreću pokret je brzo likvidiran, tako da nije ostalo ni jednog starokatolika u župi. Bilo je to g. 1923/24." 
Drugi svjetski rat. Godine 1945. po okončanju Drugog svjetskog rata, na vlasti su komunisti. Crkva je progonjena, opljačkana, izbačena iz javnog života i svedena na djelovanje samo u crkvenom prostoru. Vjeronauk je izbačen iz škola. Ne samo svećenici, nego i mnogi vjernici zlostavljani su zbog svoje vjere. Iako pod strogom paskom i pritiscima, vjernici su najvećim dijelom bili neustrašivi. Dolazili su u crkve, djecu slali na vjeronauk, a mnogi koji to zbog polažaja nisu mogli javno, prakticirali su svoju vjeru tajno. Iako desetljećima proganjani vjernici su ostali jaki. 
Domovinski rat. Domovinski rat je Đakovačku i Srijemsku biskupiju bio rastrgao na troje: srijemski dio je došao u granice SR Jugoslavije (sada SiCG), hrvatsko Podunavlje je od 1991. do 1997. bilo okupirano, a treći dio biskupije (Slavonija, Podravina), iako slobodan, bio je teško razaran i prepun prognanika i izbjeglica. Razarane su crkve, župni domovi, samostani, vjeronaučne (župne) dvorane, inventari i arhivi, matice, umjetnički i historijski predmeti (kipovi, slike), kapelice i križevi na otvorenom i gospodarske zgrade. Službena statistika bilježi da je na području biskupije stradalo 138 crkava. Potpuno je razoreno 25, teško oštećeno 46, a manje manje oštećeno 67 crkava. 
U Petrijevcima je u ratnoj godini 1991. i 1992. u nekoliko je navrata stradala župna crkva. Izravno je pogođena dvjema granatama, a od mnogih eksplozija uokolo oštećeni su vanjski zidovi, vjeronaučna dvorana i župni dom. Prva granata doletjela je iz Baranje 1. rujna 1991. a do 19. rujna bilo ih je već 40. Dan kasnije troje mrtvih. Ukupno je u župi poginulo 14 osoba, od toga trojica vojnika koji nisu bili iz mjesta. Posljednjih pet granata palo je u blizini crkve 5. svibnja 1992. U mjestu je bilo puno prognanika, napose iz Baranje i Srijema. Mnogima je pomogao župni Caritas, a u najtežim danima i pošiljke hrane i odjeće u organizaciji Petrijevčana iz Njemačke. Računa se da je u vrijeme rata na područje sela palo oko 3500 granata.

## Zanimljivosti iz prošlosti
- Stare matične knjige – Župa Petrijevci posjeduje stare, povijesno vrijedne Matice, "Status animarum" (Popis župljana) i Župnu spomenicu (kroniku). Kasnije spomenute knjige mikrofilmirao je Državni arhiv u Zagrebu. Originali su u župi. To su:
  - Matica krštenih 1746. – 1771. godine.
  - Matica krštenih 1807. – 1843. godine.
  - Matica umrlih 1841. – 1857. godine.
  - Matica umrlih 1807. – 1840. godine.
  - Status animarum iz 18. stoljeća.
  - Status animarum iz 19. stoljeća.
  - Župna spomenica (kronika) od 1781. godine do (s prekidima) danas.

- Škola – godine 1788. otvorena je u Petrijevcima škola. Prvi učitelj bio je Josip Taglieber. Za vrijeme župnika Užarevića u Petrijevcima je godine 1861. sagrađena nova škola. Godine 1898. petrijevačka škola je proširena od dvorazredne u trorazrednu, a 1912. u četverorazrednu. Škola u Satnici otvorena je 1900. godine.
- Staro stanovništvo – nakon izgona Turaka, vojne vlasti su 1697. načinile popis petrijevačkih stanovnika u kojem se spominju ova imena i prezimena: Tomo Harambaša, Kosta Kokan, Ilija Golja, Vidak Salaški, Vidak Furlić, Mihočan Memić, Šimeta Perokov, Iavaniš Petnarić, Marko Satnički, Krsta Škarić, Martin Vojnovac, Vidak Skriževac, Petar Domanovac, Grgo Bologovac, Mišo Bokočev, Jurko Topoljanac, Andriš Topoljanac, Božo Bošnjak. – Navodi se da je u selu bilo deset trgovaca.
- Zvonari – koncem 18. stoljeća u Petrijevcima su dva zvonara Ivan Furlić i Đuro Zdelar. Kad je Zdelar umro nastala je jagma tko će biti drugi zvonar. Služba je bivala plaćena u žitu i kukuruzu. Početkom 19. stoljeća spominju se zvonari Josip Ištvanović iz Petrijevaca i Josip Bračevac iz Satnice. Iz obitelji Bračevac zvonari su bili desetke godina. Godine 1898. prestao je biti zvonar Ivo Andraković, koji je tu službu obnašao 30 godina. Naslijedio ga je sin Antun Andraković, a godine 1904. zvonarsku službu preuzima član iste obitelji Stjepan Andraković.
- Tri križa – uz župnu crkvu i danas stoje tri kamena križa. Na srednjem je raspeti Krist. S njegove desne i lijeve strane razapeti su, kako to opisuje Evanđelje, dva razbojnika. Križevi su postavljeni 1795. godine.
- Telefon – godine 1905. u Petrijevce je uveden telefon. Prvi pretplatnici bili su Općina, Župni ured i Jelengrad.
- Električna rasvjeta u crkvi – godine 1930. župna crkva je temeljito renovirana. Tom prilikom u crkvu je uvedena i električna rasvjeta. Radove je izveo Stjepan Borić iz Valpova, rodom Petrijevčanin.
- Mljekara – godine 1900. osnovana je u Petrijevcima mljekara. Već od početka dnevno je primala oko tisuću litara mlijeka. U upravnom odboru mljekare bili su župnik Ladislav Charvát, vlastelinski šumar Andrija Gettwert i mještani Stjepan Andrišić, Ignjo Blagović, Antun Mačvan, Antun Poštić, Adam Fleckenstein, Franjo Poštić, Ignjo Šmider i Josip Strišković. U nadošlim promijenjenim prilikama zadruga je prestala raditi.
- Pogrebno društvo u Satnici – na poticaj župnika Charváta godine 1895. osnovano je u Satnici pogrebno društvo. Svrha mu je bila osigurati pokojnicima doličan sprovod, a rodbini pomoći da izbjegne novčane neprilike kod sprovoda. Društvo je vrlo dobro djelovalo više od tri desetljeća. Predsjednik mu je bio župnik Charvát do svoje smrti. Potpredsjednik novoosnovanog društva bio je šumar Andrija Gettwert, tajnik učitelj Antun Sip, a blagajnik Đuro Krčag.

## Poznate osobe

### Franjo Jungert
Rođen je u Ilači 8. prosinca 1917. Četverogodišnju osnovnu školu polazio je u Ilači, a gimnaziju u Osijeku (prva četiri razreda) i Vukovaru (druga četiri razreda). Teologiju je studirao u Đakovu od 1936. do 1941. godine. Za svećenika je zaređen 6. srpnja 1941. Iste godine bio je kratko kapelan u Petrijevcima. Od 1941. do 1945. upravitelj je župne ispostave u Tenji (kod Osijeka). Niz godina obnašao je i službu dekana Valpovačkog dekanata. Godine 1966. odlikovan je čašću začasnog kanonika Stolog kaptola đakovačkog. 
Za svoga dugogodišnjeg djelovanja u Petrijevcima župnik Franjo Jungert posebno se skrbio za crkvene objekte. Primjerice: obnovio je crkvu zvonik izvana i iznutra, postavio novi kameni pod u crkvi, ornamentima ukrasio slike Srca Isusova i Srca Marijina na pobočnim oltarima, sagradio vjeronaučnu dvoranu uz župni dom, uredio svećeničku grobnicu kapelu sv. Roka na mjesnom groblju, u više prilika obnavljao župni dom i župne druge zgrade. Od prvih dana svoga dolaska u Petrijevce uključio se i u društveni, napose športski život sela. Najprije kao aktivni igrač, a kasnije kao član uprave mjesnog kluba. Često se uključivao u ratzličite akcije korisne za mjesto i mještane. Umro je 6. travnja 1986. u 66. godini života i 45. godini svećeništva. Sahranjen je u Petrijevcima u grobljanskoj kapeli. Jungert Franjo bio je u Petrijevcima župnik 41 godinu: 1945. do 1986.

### Ladislav Charvát
Rođen je u Zagrebu 3. lipnja 1861. Škole je učio u Češkoj i Slovačkoj te u Vršcu i Segedinu. Teologiju je studirao u Pečuhu. Ondje je zaređen za svećenika 19. listopada 1884. Bio je kapelan u Harkanovcima, Podravskim Podgajcima, Viljevu, Petrijevcima i Valpovu. Godine 1887. ponovno je u Petrijevcima kao župni vikar (zamjenik) i upravitelj župe, pomažući i zamjenjujući bolesnog župnika Luku Užarevića. Dana 26. rujna 1892. župnik Užarević je umro. Odmah zatim, 18. listopada 1892., Charvát je imenovan petrijevačkim župnikom.
U to je vrijeme razdvojeno valpovačko vlastelinstvo na Valpovo i Bizovac-Petrijevci. Petrijevci su tako došli pod pokroviteljstvo grofa Gustava Normana koji je stanovao najprije u Bizovcu, a od 1894. u luksuznom dvorcu Jelengrad, podignutom uz Dravu, nedaleko od Petrijevaca. Župnik Charvát umro je 5. prosinca 1934. u 74. godini života i 50. godini svećeništva. Sahranjen je u Petrijevcima. Charvát Ladislav bio je župnik u Petrijevicima 42 godine: 1892. do 1934. 

### Antun Domaćinović
Rođen je u Bošnjacima (kod Županje) 26. siječnja 1747. Gimnaziju je polazio u različitim mjestima. Filozofiju i teologiju studirao je u Pečuhu. Za svećenika je zaređen 30. kolovoza 1774. Iste je godine imenovan kapelanom u Tovarniku, gdje je 1. studenoga 1777. imenovan zamjenikom bolesnog župnika. Iz Tovarnika je došao za župnika u Petrijevce 6. svibnja 1781. Umro je 20. prosinca 1823. godine u 77. godini života i 49. godini svećeništva. Pokopan je u Petrijevcima na groblju kod kapele svetoga Roka. 
Župnu kuću i gospodarske zgrade zatekao je Domaćinović u lošem stanju, osim hambara. Godine 1783. obnovio je na kući samo najnužnije. Sljedeće godine (1784.) sagradio je novu župnu kuću u neposrednoj blizini crkve. 
U ono vrijeme bilo je pravilo da patron crkve bude mjesni vlastelin. On se brinuo napose za materijalne potrebe crkve i župe: gradnje, popravke i uređenje. To nije išlo uvijek glatko. Mnogi župnici imali su neprilika s vlastelinstvom. Tako i župnik Domaćinović. Zato je čsto najviše toga u župi ovisilo o zalaganju i brizi župnika i njegovoj suradnji sa župljanima. Godine 1787. Domaćinović je imenovan dekanom, Otada su se u Petrijevcima često održavali službeni sastanci, takozvane korone. Iz zapisnika s tih sastanaka je vidljivo koji su bili župnici, kakvi su tada bili životni problemi i pastoralne metode u upravljanju župom. Domaćinović Antun bio je župnik u Petrijevcima 42 godine: 1781. do 1823. 

### dr. Matija Petlić
Rođen je u Petrijevcima 12. veljače 1899. Četverogodišnju osnovnu školu polazio je u Petrijevcima od 1906. do 1910. Gimnaziju je započeo u Požegi. a zadnji (osmi) razred završio u Slavonskom Brodu. Prvu godinu teologije (1917./1918.) završio je u Đakovu, drugu (1918./1919.) u Insbrucku (Austrija), a ostalo (1919. – 1922.) u Rimu, na glasovitom sveučilištu Gregoriana. U Rimu je stekao dva doktorata: iz filozofije godine 1921. i iz teologije godine 1925. Za svećenika je zaređen u Rimu 28. listopada 1923. Umro je u Beogradu 25. kolovoza 1923. a sahranjen u Đakovu 27. kolovoza 1963. u 65. godini života i 40. godini svećeništva.
Vrativši se iz Rima imenovan je profesorom apologetike i dogmatike na Teologiji u Đakovu (1925. – 1933.). Od 1933. – 1959. je u Beogradu župnik župe Krista Kralja, tadašnje beogradske katedrale. Istodobno je od 1941. – 1956. generalni vikar Beogradske nadbiskupije. Od 1959. – 1961. je župniku u Šapcu (Srbija), a zatim od 1961. – 1963. ponovno profesor na Teologiji u Đakovu.

## Spomenici i znamenitosti

### Župna Crkva Svetog Petra Apostola
Po svom vanjskom liku i sadržaju crkva je nepromijenjena od svoga početka do danas. No, njezina unutrašnjost se tijekom stoljeća mijenala iz različitih razloga. U crkvu se ulazi s pročelja, "kroz zvonik", kako je to vrlo često u baroknim crkvama. Crkva je jednobrodna s polukružnom apsidom na gornjem dijelu, a krasi je šest oltara: glavni u svetištu (apsidi), posvećen svetom apostolu Petru. Na tom oltaru je raskošni tabernakul, ukrašen brojnim anđelima, stiliziranim svijećnjacima i drugim baroknim ukrasima. U dnu apside je veika slika koja sadrži poznati evanđeoski prizor: Isus predaje znakove vlasti – ključeve – apostolu Petru. Sliku je godine 1859. radio priznati osječki slikar Franjo Pfalz, a darovao crkvi Tomo Bukovac.  
Sljedeća dva pobočna oltara postavljena su u kutu ispred svetišta i triumfalnog luka: oltar svetog Nikole, biskupa, je slijeva, a oltar Svetog Josipa, Zaručniku Blažene Djevice Marije, zdesna. Slike svetog Nikole i svetog Josipa, rađene 1782. u tehnici ulja na platnu, dobro su uščuvane. Premda autori nisu poznati, očito su bili majstori vješte ruke. Uz povijesnu slike imaju i umjetničku vrijednost. U svetištu (apsidi) crkve, ispred "starog" oltara, postavljena je godine 1978. – prema novim propisima – menza (stol – oltar prema puku) i ambon (stalak s kojega se čita ili govori, besjedište). Načinjeni su od elemenata dotadašnje pričesne klupe i propovijedaonice, a radio ih je Mato Dujić, stolar iz Petrijevaca.
Dva sljedeća pobočna oltara postavljena su u niše na zidovima lađe. Na desnom zidu je oltar s kipom Srca Isusova, a na lijevom oltar s kipom Srca Marijina. Oba kipa su bogato kolorirana, rađena u tirolskom slogu, koji je bio vrlo popularan napose u prvim desetljećima 20. stoljeća. Oltar Srca Isusova nabavljen je u Tirolu i postavljen je 1916. godine. Oltar Srca Marijina nabavljen je 1938. a rad je kipara Ferdinanda Stuflessera iz talijanskog mjesta Ortisei kod Bolzana. Pozlaćene drvene ukrase uokolo oba kipa načinio je godine 1978. majstor Pavao Varžić iz Zelčina. Šesti oltar, posvećen Svetom Križu, danas nije postavljen u svom izvornom obliku, već su kipovi Isusa na križu (Raspela), Majke Božje i Ivana apostola, postavljeni na zid "pod korom" (pjevalištem), lijevo od glavnog ulaza. – Treba spomenuti da su danas, nakon promjena i reformi bogoslužja (liturgije) koje je donio Drugi vatikanski sabor, pobočni oltari ponajčešće samo ukrasi u crkvi. Na njima se više ne služi misa niti drugi obredi ili pobožnosti. Sve se bogoslužje danas događa u svetištu (apsidi), na oltarnoj menzi ili stolu, da bi ih tako svi mogli što bolje vidjeti i aktivnije u njima sudjelovati. 
Slijeva, blizu svetišta, stoji barokna krstionica, koja na svom vrhu nosi skulpturu uobičajenu na krstionicama: "Ivan krsti Isusa na Jordanu". Na crkvenom zvoniku su četiri zvona, od kojih su tri veća elektrificirana i programiriana. Crkva je ozvučena i osvijetljena. Ima i svoje grijanje. Zidovi i stropovi u svetištu i lađi dekorirani su geometrijskim ukrasima. Mnogi su uvelike dotrajali. Na stijeni uz triumfalni luk, na lijevoj i na desnoj strani, u ornamenate su umetnuti stilizirani likovi svete braće, Slavenskih apostola, Ćirila i Metoda, a na stropu svetišta slike četiriju evanđelita s Isusom na prijestolju u središtu. Crkva je do Drugog svjetskog rata imala orgulje, koje su tada uništene; ostao je samo prednji prospekt (ukrasno pročelje). Za sviranje i praćenje pjevanja kod bogoslužja služi harmonijum. Crkva ima i dvije drvene ispovijedaonice.  
Ulazna vrata i drvena klecala u crkvi izradio je godine 1857. Rudolf Wittmann, stolar iz Petrijevaca. Hrastovu lamperiju u svetištu i lađi radio je 1978. Mijo Dujić, stolar iz Petrijevaca. Lusteri u crkvenoj lađi postavljeni su 1979. godine, a nabavljeni u Sloveniji. 
Crkva ima s lijeve strane apaside prizidanu prostranu sakristiju u kojoj se čuvaju potrebni crkveni predmeti, liturgijsko ruho i druge potrepštine. Sakristija nedjeljom služio i vjernicima, muškarcima, kao prostor za sudjelovanje na bogoslužju (misi). 
Petrijevačka župna crkva je kao cjelina pod službenom zaštitom konzervatora. Osim toga, pod zasebnom su konzervatorskom zaštitom pojedinačno: glavni oltar s tabernakulom, slika svetog Petra apostola, slike Svetog Nikole i Svetog Josipa, pokaznica, relikvijar (oblikom sličan pokaznici) sa svetačkim relikvijama, hrastova klecala te stare matične knjige i "Status animarum" župe.

### 250 godina župne crkve (1754. – 2004.)
Izaslanik pečuškog biskupa pohodio je 12. svibnja godine 1738. petrijevačku župu i o njoj službeno zabilježio: Crkva je od pletera, temelj joj je od kamena i drveta, a posvećena je svetom Nikoli. Blatom je omazana i pobijeljena, sve je pod krovom i u dosta dobrom stanju. Ima tri oltara, a matice se vode od godine 1726. U Satnici, filijali Petrijevaca, bila je u to doba crkvica Svetog Križa pokrivena šindrom. Imala je jedan drveni oltar ma kojem je bila slika na papiru.
Godine 1754. pohodio je Petrijevce pečuški biskup Đuro Klimó. Zatekao je novu drvenu crkvu svetoga Nikole. Imala je na glavnom oltaru kip svetoga Nikole i još dva kipa: svetog Antuna i svetog Josipa. U crkvi su bila tri oltara: glavni svetoga Nikole i pobočni svetog Križa i Žalosne Gospe. Po mišljenju kasnijeg župnika Antuna Domaćinovića, ta je crkva stajala na groblju, na mjestu gdje je danas kapela svetoga Roka. Uz nju je bila župna kuća te groblje, što je u srednjem vijeku vrlo često. Zapadno od groblja bilo je "parkiralište", mjesto gdje su vjernici, došavši na bogoslužje iz okolnih sela, "parkirali" svoja kola i konje. Župa Petrijevci je bila je u to dobra velika, ali raštrkana. Pripadala su joj, naime, mnoga okolna sela (primjerice današnji Bizovac, Ladimirevci, Habjanovci, Brođanci, Martinci… ) te sela i zaseoci kojih danas više nema. 
Spomenuti petrijevački župnik Antun Domaćinović bilježi, da je prema Osijeku, u blizini starog Karaševa, stajala i stara crkva svetoga Petra. Od njezinih su ruševina, tvrdi on, građeni temelji današnje župne crkve svetog apostola Petra. 
Današnju petrijevačku župnu crkvu, kojoj je naslovnik sveti Petar apostol, započeo je graditi barun Petar Antun Hilleprand od Prandaua, godine 1754. u kasnobaroknom slogu. Jednobrodna je građevina i završava polukružnom apsidom. U vrijeme gradnje župom je upravljao franjevac Antun Stanković. Crkva je izgrađena dosta brzo, a imala je pet oltara: glavni svetog Petra i četiri pobočna: svetog Nikole, svetog Josipa, Žalosne Gospe i svetog Križa. Sve, osim oltara svetog Petra, preneseno je iz postojeće crkve svetog Nikole, koja je nedugo zatim, premda je bila još građevinski dobra, srušena. 
Crkvena unutrašnjost obnovljena je godine 1795. Nabavljena je nova slika sv. Petra (pretohdnica današnjoj), djelo Josipa Scheichera iz Osijeka (Donji grad), novi tabernakul, propovijedaonica i ispovijdaonica, a malo kasnije i orgulje. Godine 1900. nabavljen je za crkvu kip Svetog Antuna Padovanskog, a darovao ga je mještanin Antun Šimoković. Godine 1930. crkva se opet temeljito obnavlja. Slike je izveo Franjo Horvat iz Maribora, a oltare obnovio Miloš Hohnjec iz Celja. Troškvi su bili 90.000 tadašnjih dinara. Polovicu troškova namireno je od oporučne ostavštine pokojne Adele Cvitić-Rozgonji, a ostatak se sabralo u župi. 
Za župnikovanja Luke Užarevića podignut je u petrijevačkom groblju kameni križ. Blagoslovio ga je valpovački župnik Franjo Taglieber. Obnovljene su i mnoge pojedinosti u crkvi. Vlastelin Prandau financirao je 1877. postavljanje vitraja. Nažalost oslikani prozori su slabo preopuštali svjetlo pa je crkva bila danju pretamna. Uklonjeni su tek godine 1930. i zamijenjeni svjetlijima. Godine 1878. dekorater Ivan Erber iz Osijeka "maljao" je crkvu iznutra. Troškovi su iznosili 450 forinti. Najveći dragovoljni prilog za taj posao, 50 foriniti, dao je svećenik dr. Janko Koharić, čiji je otac bio učitelj u Petrijevcima. Sljedeće godine (1879.) obnovljene su orgulje za 150 forinti. Dr. Koharić je opet dao najveći prilog od 50 forinti. Istodobno su obnovljeni oltari Svetog Križa i Blažene Djevice Marije.

## Obrazovanje
- Dječji vrtić "Maslačak"
- OŠ "Petrijevci"

## Kultura
U Petrijevcima se sredinom srpnja održavaju Petrijevačke žetvene svečanosti na kojima se svake godine predstavi novi svezak Petrijevačkog ljetopisa. Nositelj organizacije je Općina Petrijevci – Odbor žetvenih svečanosti.
Svoj obol ovoj organizaciji svakako je pored ostalih udruga, dala i KUU "Nikola Šubić Zrinski" koja vuče svoje korijene još iz 90-tih godina 19. stoljeća.
Danas KUU Nikola Šubić Zrinski ima 100-tinjak aktivnih i podupirajućih članova, a sastoji se od:
- starije skupine
- mlađe skupine
- tamburaškog sastava

Reference KUU-e: Petrijevačke žetvene svečanosti te
Tuzemna gostovanja: Đakovači Vezovi, Vinkovačke jeseni, Divan je kićeni Srijem ITD.
Međunarodna gostovanja: Francuska, Mađarska, Austrija, Slovačka, Njemačka,Rumunjska...
KUU je stalna članica "Družine", organizacije koja je članica pri međunarodnim institucijama folklora.
Predsjednik: Ivo Zelić
Dopredsjednice: Višnja Gubica i Snježana Jung
Tajnik: Martina Stanković

## Šport
U Petrijevcima postoje nogometni, rukometni i ribolovni klubovi.
Ženski rukometni klub ostvaruje zavidne rezultate kao i muški ali im nedostaju uvjeti za napredak kao što su sportska dvorana. Iz Petrijevaca su ponikli mlade reprezentativke kao Iva i Ina Ivanković u rukometu.
Najveći uspjeh muškog rukometnog kluba je plasiranje u 1.B ligu, 1993. godine.
NK Omladinac Petrijevci natječe se u sklopu 2. ŽNL NS Valpovo – Donji Miholjac. Klub je osnovan 1938., a sastoji se od veterana, seniora, juniora i pionira.
2009. godine otvorena je sportska dvorana vrijedna 16,5 milijuna kuna.

## Vanjske poveznice
- Službene stranice Općine Petrijevci